# 제천 고산사 석조나한상군
제천 고산사 석조나한상군(堤川 高山寺 石造羅漢像群)은 충청북도 제천시 덕산면 신현리, 고산사 응진전에 봉안된 조선시대의 나한상이다. 1998년 12월 31일 충청북도의 유형문화재 제195호로 지정되었다.

## 개요
충청북도 제천시 덕산면 와룡산의 고산사 응진전에 봉안된 나한상(羅漢像)이다. 나한이란 아라한(阿羅漢)의 준말로, 소승불교의 수행자 중 가장 높은 지위에 있는 성자를 말한다. 우리나라에서는 경주 석굴암의 10대 제자상이 걸작으로 손꼽힌다.
사찰의 기록에 의하면 고산사는 신라말 고려초에 도선국사가 창건한 것으로 나타난다. 그러나 절에서 수습되는 기와조각, 청자조각 등은 고려에서 조선시대의 유물들이 주종을 이루고 있어 확실하게 알 수 없다.
관음보살상과 더불어 응진전에 모셔진 나한상은 조선 중기에 만든 것으로 추정된다. 조선시대 나한상은 주로 석고로 만들거나 흙으로 만들었는데, 이 나한상은 돌로 만들어 그 예가 극히 드물다.
충청북도 지방에서 조선시대 나한신앙의 일부를 확인할 수 있는 귀중한 자료가 된다.

## 같이 보기
- 고산사

## 참고 자료
- 제천 고산사 석조나한상군 - 국가유산청 국가유산포털